# Charakternyk
Charakternyk in ucraino характерник? era il nome degli stregoni dei cosacchi della Zaporižžja. Si riteneva che i charakternyki avessero il dono della preveggenza, fermassero le pallottole al volo, sapessero curare le ferite dei cosacchi con la tecnica psicoterapica, usassero spesso l'ipnosi come arma contro il nemico durante le battaglie.
Si dice che il famoso otamano Košoviy Ivan Sirko (uno tra i più potenti Otamani, che resse la comunità dei cosacchi zaporožiani per 22 anni) facesse parte del gruppo dei Charakternyki.
I charakternyki erano inoltre i custodi dei segreti delle arti marziali cosacche, che si possono osservare in alcune danze tradizionali ucraine (hopak, metelyzja, cosačok, povzunec).
Il fenomeno dei charakternyki, così come altri aspetti della vita della comunità dei cosacchi della Zaporižia, è avvolto dal mistero anche per gli storici e i medici.